# 永州广播电视台
永州广播电视台，加挂永州市融媒体中心牌子，是中华人民共和国湖南省永州市的市級廣播電視媒體。是台的前身為永州人民廣播電台及永州電視台，其中廣播服務開始提供於2000年11月19日，電視服務開始提供於1990年10月24日。二者後於2011年12月30日合併成立永州廣播電視台。

## 历史沿革
永州廣播電視台的前身是永州市電視台與永州人民廣播電台，二台皆曾為永州市广播电影电视局下屬的事業單位:352。1988年4月，零陵地区透过财政拨款及社会集资，在零陵地区电视差转台的基础上建立了零陵电视台:215，1989年1月28日，电视台开始试播节目，其发射机功率约为50瓦。1990年10月24日，零陵电视台正式对外播出电视节目，发射功率亦扩大到1千瓦:第二篇:電視。1991年4月，中共零陵地委、零陵行署在阳明山建造中繼站、廣播電視發射塔、電視微波發射等系統，成功解決零陵地区下辖部分县市難以收聽到其節目的問題:1536。1996年，因零陵地区改制为永州市，电视台也同步更名为永州电视台:第二篇:電視。2000年11月19日，永州人民广播电台正式开播，頻率為FM94.8:第一篇:廣播。2011年12月30日，永州人民广播电台与永州电视台二台合併，组建永州廣播電視台:345，但对外保留“永州人民广播电台”与“永州电视台”的呼号。2022年12月26日，永州广播电视台成立永州市融媒体中心，开始推进全市媒體融合發展工作。

## 旗下资产
在频道精简以前，永州广播电视台曾开办新闻频道、都市频道、公共频道、影视频道4条电视频道以及新闻综合广播、交通音乐广播2条广播频率:352，现開辦2條電視頻道與1條廣播頻率。并下设办公室、人力资源部、联合工会、节目统筹部、专题活动部、技术播控部、广播新报部、财务管理部、产业发展与合作交流部9個科室以及新闻采编中心、 市微波总站、羊毛岭调频转播台、铜山岭调频转播台、大华山调频转播台5个直属事业单位，并合资举办湖南有线永州网络有限公司、永州广电无线数字电视公司等股份公司。此外，永州广播电视台還擁有自己的行動應用程式“永州广电”、 “今日永州” 手机客户端等新媒體平台:376-378。

### 电视频道
| 頻道名稱     | 语言   | 广播格式                    | 啟播時間      | 频道前身   | 備註 | 備註 |
| 综合频道     | 普通話 | SD: PAL 576i 16:9 HD: 1080i | 1989年1月28日 | 零陵电视台 | 永州市第一个无线电视频道，以新聞、時事、專題類節目為主的综合性电视频道                                     |      |
| 经济生活频道 | 普通話 | SD: PAL 576i 16:9 HD: 1080i |               | 公共频道   | 原为以生活服务节目和永州市下辖各县级行政区之自制电视節目為主的政策性综合電視頻道，2024年转型为经济生活频道 |      |

### 广播频率
| 頻道名稱     | 语言   | 频道频率 | 啟播時間       | 频道前身                 | 備註                                                                     |
| 新闻综合广播 | 普通話 | FM94.8   | 2000年11月19日 | 永州人民广播电台（主频） | 永州市第一个广播频率，以新聞、時事、專題、公益、監督類節目為主的綜合頻率 |